# Gustaf Åberg (militär)
Per Gustaf August Åberg, född 27 maj 1799 i Lommaryds socken, död 23 augusti 1864 i Malmö, var en svensk militär. Han var morbror till Axel Key.
Gustaf Åberg var son till kronofogden i Vedbo härad Per Georg Åberg och Sophia Catharina Wilhelmina Palmblad. Han blev officer 1816, kapten vid Södra skånska infanteriregementet 1834, major 1846 och överstelöjtnant 1851. Åberg var överste och chef för Södra skånska infanteriregementet 1855–1862. Han blev riddare av Svärdsorden 1845 och kommendör av samma orden 1862. Åberg vilar på Gamla kyrkogården i Malmö.